# Chance of Rain
Chance of Rain je druhé studiové album americké hudebnice Laurel Halo. Vydáno bylo 28. října roku 2013 společností Hyperdub. Autorem hlavního obalu alba je Arthur Chartow, dále se na něm podílel Bill Kouligas. O mastering nahrávky se postaral Rashad Becker.

## Seznam skladeb
Autorkou všech skladeb je Laurel Halo.
1. „Dr. Echt“ – 1:38
2. „Oneiroi“ – 7:35
3. „Serendip“ – 6:29
4. „Chance of Rain“ – 7:36
5. „Melt“ – 2:21
6. „Still/Dromos“ – 3:51
7. „Thrax“ – 5:56
8. „Ainnome“ – 7:14
9. „-Out“ – 1:30